# День бухгалтера
«День бухга́лтера» — профессиональный праздник, ежегодно отмечаемый специалистами в области бухгалтерского учёта (бухгалтерами) во многих странах мира.

## Международный день бухгалтерии
«Международный день бухгалтерии» (англ. «International Accounting Day») отмечается ежегодно 10 ноября. В этот день в 1494 году итальянский математик Лука Пачоли, считающийся одним из основоположников современных принципов бухгалтерии, опубликовал книгу «Сумма арифметики, геометрии, отношений и пропорций» (итал. «Summa de arithmetica, geometria, proportioni et proportionalità»).

## День бухгалтера в России
В России на государственном уровне «День бухгалтера» официально не установлен.
На практике же этот профессиональный праздник ежегодно традиционно отмечается российскими бухгалтерами 21 ноября, в день подписания Президентом Российской Федерации Борисом Ельциным Федерального закона № 129-ФЗ от 21 ноября 1996 года «О бухгалтерском учёте» (утратил силу 1 января 2013 года; на смену ему пришёл Федеральный закон № 402 от 6 декабря 2011 года). В некоторых источниках информации указываются также даты празднования 25 или 28 ноября — дни официального опубликования Федерального закона № 129-ФЗ от 21 ноября 1996 года «О бухгалтерском учёте».
Ежегодно с 2000 года в этот же день, 21 ноября, в России официально отмечается профессиональный праздник сотрудников налоговых органов Российской Федерации — «День работника налоговых органов Российской Федерации», установленный 11 ноября 2000 года.

### История праздника в России
На втором заседании исполкома Съезда бухгалтеров и аудиторов России, состоявшемся 21 июня 2000 года в Москве, обсуждался вопрос о Дне российского бухгалтера. Было решено обратиться в Министерство финансов Российской Федерации с ходатайством об установлении профессионального праздника «Дня бухгалтера». Датой «Дня бухгалтера» было предложено установить 21 ноября, так как в этот день в 1996 году Президентом Российской Федерации Борисом Ельциным был подписан федеральный закон «О бухгалтерском учёте».
С 2002 года Институт профессиональных бухгалтеров и аудиторов России (ИПБ России) в Москве начал ежегодно отмечать «День профессионального бухгалтера» 28 ноября (в день публикации Федерального закона № 129-ФЗ от 21 ноября 1996 года «О бухгалтерском учёте»), признав эту дату своим корпоративным праздничным днём на основании решения Президентского совета ИПБ России от 29 мая 2002 года (протокол № 05/-02 от 29.05.2002 г.).
В 2014 году в Министерстве финансов Российской Федерации начался процесс определения даты официального празднования «Дня российского бухгалтера», но он так и не был завершён.

### День бухгалтера в регионах России
В некоторых субъектах Российской Федерации установлены даты празднования «Дня бухгалтера» на региональном уровне:
- «День бухгалтера Ярославской области» — ежегодно в первое воскресенье апреля (с 1996 года)[6];
- «День бухгалтера Волгоградской области» — 1 ноября[7];
- «День бухгалтера Красноярского края» — 12 ноября;
- «День петербургского бухгалтера» — 15 ноября;
- «День московского бухгалтера» — 16 ноября;
- «День бухгалтера Татарстана» — последняя пятница ноября[8];
- «День аудитора и бухгалтера Краснодарского края» — первое воскресенье декабря (с 2007 года)[9].
- «День бухгалтера Пермского края» — 19 Ноября (с 2021 года).

## День бухгалтера в других странах
- Кыргызстан — «День бухгалтеров и аудиторов Кыргызской Республики» — 3 апреля (с 2005 года)[10];
- Украина — 16 июля;
- Казахстан — 6 октября;
- Молдова — 4 апреля.